# Сви у напад (филм)
Сви у напад (енгл. Bring It On) америчка је филмска комедија из 2000. године, у режији Пејтона Рида, по сценарију Џесике Бендингер. Главне улоге глуме: Кирстен Данст, Елајза Душку, Џеси Бредфорд и Габријела Јунион. Радња филма је усредсређена на припрему средњошколског чирлидерског тима за национално такмичење.
Приказиван је у биоскопима од 25. августа 2000. године. Појавио се на првом месту у биоскопима у Северној Америци и остао на тој позицији две седмице заредом, зарадивши приближно 90 милиона долара. Добио је помешане рецензије критичара, али током година стекао статус култног филма.
Први је у филмском серијалу Сви у напад, а прати га седам наставака: Сви у напад, опет (2004), Сви у напад: Све или ништа (2006), Сви у напад: Само напред до победе (2007), Сви у напад: Борба до краја (2009), Сви у напад: Светско такмичење (2017) и Сви у напад: Навијај или умри (2022).

## Радња
Женски чирлидерски тим Торо има духа, енергије, дрскости и убитачну рутину која ће им сигурно донети национално првенство шесту годину заредом. Али за Торанс (Кирстен Данст), новоизабраног женског капитена, пут до славе екипе Торо биће врло трновит, након што открије да је њихову савршено осмишљену кореографију украла друга чирлидерска хип хоп група из града. Ускоро ће екипа морати добро да се потруди не би ли пронашла нову кореографију којом ће се такмичити на овогодишњем првенству.

## Улоге
- Кирстен Данст као Торанс Шипман
- Елајза Душку као Миси Пантон
- Џеси Бредфорд као Клиф Пантон
- Габријела Јунион као Ајсис
- Клер Крамер као Кортни
- Никол Билдербек као Витни
- Чанина Џоелсон као Дарси
- Рини Бел као Кејси
- Нејтан Вест као Џен
- Хантли Ритер као Лес
- Шамари Фирс као Лава
- Натина Рид као Џенелопи
- Бренди Вилијамс као Лафред
- Ричард Хилман као Арон
- Линдси Слоун као „Велика Црвена”
- Бјанка Кајлић као Карвер
- Пејџ Инам као Џесика
- Холмс Озборн као Брус Шипман
- Шери Херси као Кристин Шипман
- Коди Макмејнс као Џастин Шипман
- Ијан Робертс као Спарки Поластри
- Рајан Драмонд као дечко у позоришту
- Пејтон Рид као пантомимичар